# Tejido linfoide asociado a las mucosas
El tejido linfoide asociado a las mucosas (MALT, por sus siglas en inglés: Mucosa-associated lymphoid tissue) o folículos linfáticos es un tipo de agrupación de células linfoides sin organización o estructura, que se encuentra asociado a la mucosa y que forma parte de una serie de localizaciones linfoides repartidas por el organismo.   Son un depósito de tejido linfático, incluido en fibras elásticas y músculo liso y que, a diferencia de los ganglios linfáticos, no tienen una cápsula de tejido conjuntivo.
Los MALT se disponen de varias formas en el organismo: 
- Aislados en la lámina propia y submucosa de los órganos de los sistemas digestivo, respiratorio y genitourinario.
- Formando estructuras más complejas asociadas con el tubo digestivo como, por ejemplo, las amígdalas, las placas de Peyer en el intestino y el apéndice cecal.
- Constituyendo los órganos linfáticos como el bazo y los ganglios linfáticos.

Los ganglios linfáticos son estructuras encapsuladas reniformes, es decir, de forma parecida a un riñón. Son los únicos órganos linfáticos interpuestos en el trayecto de los vasos linfáticos mayores, por lo que poseen vasos linfáticos aferentes y eferentes. Las amígdalas, el bazo y el timo tienen vasos eferentes que salen de ellos, pero que no se relacionan con vasos linfáticos aferentes.
Hay cuatro tipos según el tipo de mucosa:
- Tejido linfoide asociado a los bronquios o BALT (bronchus-associated lymphoid tissue). se encuentra en la mucosa que recubre las vías respiratorias. Contiene linfocitos B y T.
- Tejido linfoide asociado al tubo digestivo o GALT (gut-associated lymphoid tissue). Se compone de folículos linfoides a todo lo largo del tubo gastrointestinal casi todos están aislados entre sí. Destacan las placas de Peyer, situadas en la lámina propia de la mucosa del intestino delgado, con mayor proporción en el íleon.
- Tejido linfoide asociado a la nariz o NALT (nose-associated lymphoid tissue).
- Tejido linfoide asociado a la conjuntiva o CALT (conjunctiva-associated lymphoide tissue).

## Patología
Existe un tipo de linfoma que se origina en los MALT y se denomina linfoma tipo MALT o linfoma de tejido linfoide asociado a la mucosa.